# Gerard Valentín
Gerard Valentín Sancho (Avinyonet de Puigventós, 28 de julio de 1993) es un futbolista español. Juega de defensa y su equipo es el Al-Wakrah S. C. de la Liga de fútbol de Catar. Es hermano del también futbolista Pol Valentín Sancho.

## Trayectoria
Formado en las categorías inferiores de la U. E. Figueres, pasó su etapa de juvenil en el Girona F. C. y su primer año de amateur en el Sevilla F. C. En 2013, debuta en la Segunda B en las filas de la U. E. Olot
En 2014 el Nàstic y la U. E. Olot llegaron a un acuerdo por el traspaso de sus derechos federativos, que firmó un contrato de dos años con la entidad grana. Durante 2015 renovó con el Nàstic hasta 30 de junio de 2019.
El 12 de julio de 2017 fichó por el Real Club Deportivo de La Coruña por 4 años. En enero de 2019 fue cedido hasta final de temporada al Club Deportivo Lugo. En agosto del mismo año fue nuevamente cedido al conjunto gallego para toda la temporada. Finalmente, en septiembre de 2020 fue adquirido en propiedad por el conjunto lucense y firmó un contrato por dos años.
El 27 de enero de 2022 fue traspasado a la S. D. Huesca, en ese momento equipo de Segunda División, y firmó un contrato hasta junio de 2026. En tres temporadas y media disputó 123 encuentros y el 8 de agosto de 2025 se marchó al Al-Wakrah S. C. catarí.

## Clubes
| Club                         | País   | Año       | Partidos | Goles |
| ---------------------------- | ------ | --------- | -------- | ----- |
| Sevilla F. C. "C"            | España | 2012-2013 | 22       | 1     |
| U. E. Olot                   | España | 2013-2014 | 26       | 0     |
| Nàstic de Tarragona          | España | 2014-2017 | 75       | 0     |
| R. C. Deportivo de La Coruña | España | 2017-2020 | 7        | 0     |
| C. D. Lugo (cedido)          | España | 2019-2020 | 40       | 2     |
| C. D. Lugo                   | España | 2020-2022 | 55       | 3     |
| S. D. Huesca                 | España | 2022-2025 | 123      | 4     |
| Al-Wakrah S. C.              | Catar  | 2025-     |          |       |